# Village artisanal Los Dominicos
Pueblito de Los Dominicos (Los Dominicos Village) est un marché d'artisanat et une destination touristique populaire de shopping dans une zone patrimoniale de Santiago, au Chili. Il est situé à la fin de l'Avenida Apoquindo au Parc Los Dominicos, du côté de l'Église San Vicente Ferrer (aussi connu comme l'Église Los Dominicos).

## L'histoire
En 1544, les terrains qui forment désormais le ‘pueblito’ furent accordées à la conquistador espagnole Inés de Suárez par le gouverneur du Chili, Pedro de Valdivia. À partir de cette date elles ont été successivement possédées par différentes familles. Au cours de la Guerre du chili de l'Indépendance, l'endroit a été une cachette favorite pour le leader de l'indépendance Manuel Rodriguez, et plus tard, les bien-connus Diego Barros Arana, José Manuel Balmaceda et d'autres qui occupèrent ces terres dans le même but.
Les terrains tombèrent finalement aux mains de la famille Cranisbro, grands bienfaiteurs de l'ordre Dominicain, qui possédaient un monastère sur un côté de l'Église San Vicente Ferrer. L'église se caractérise par un dôme de cuivre surplombant les deux tours, construit en mémoire de la mort de deux enfants Cranisbro. L'église a été déclarée Monument National en 1983 et la zone environnante a été répertorié comme site de patrimoine traditionnel.
Le marché moderne du Pueblito de Los Dominicos est né à la fin des années 70 et au début des années 80 pour installer des ateliers et des magasins d'artisanat, des artisans et des artistes. Au fil des ans, et après avoir été déclaré zone de patrimoine traditionnel par le gouvernement Chilien, le lieu est devenu populaire aussi bien pour les Chiliens que pour les touristes étrangers.
Le parc qui tient le marché moderne faisait jadis partie d'un « fundo », qui donne au marché son aspect rural et rustique. Dans les années 80, les artistes et les artisans ont repris les vieilles caves et les écuries de la ferme et construit plus de petites boutiques utilisant l'adobe traditionnel de style colonial.

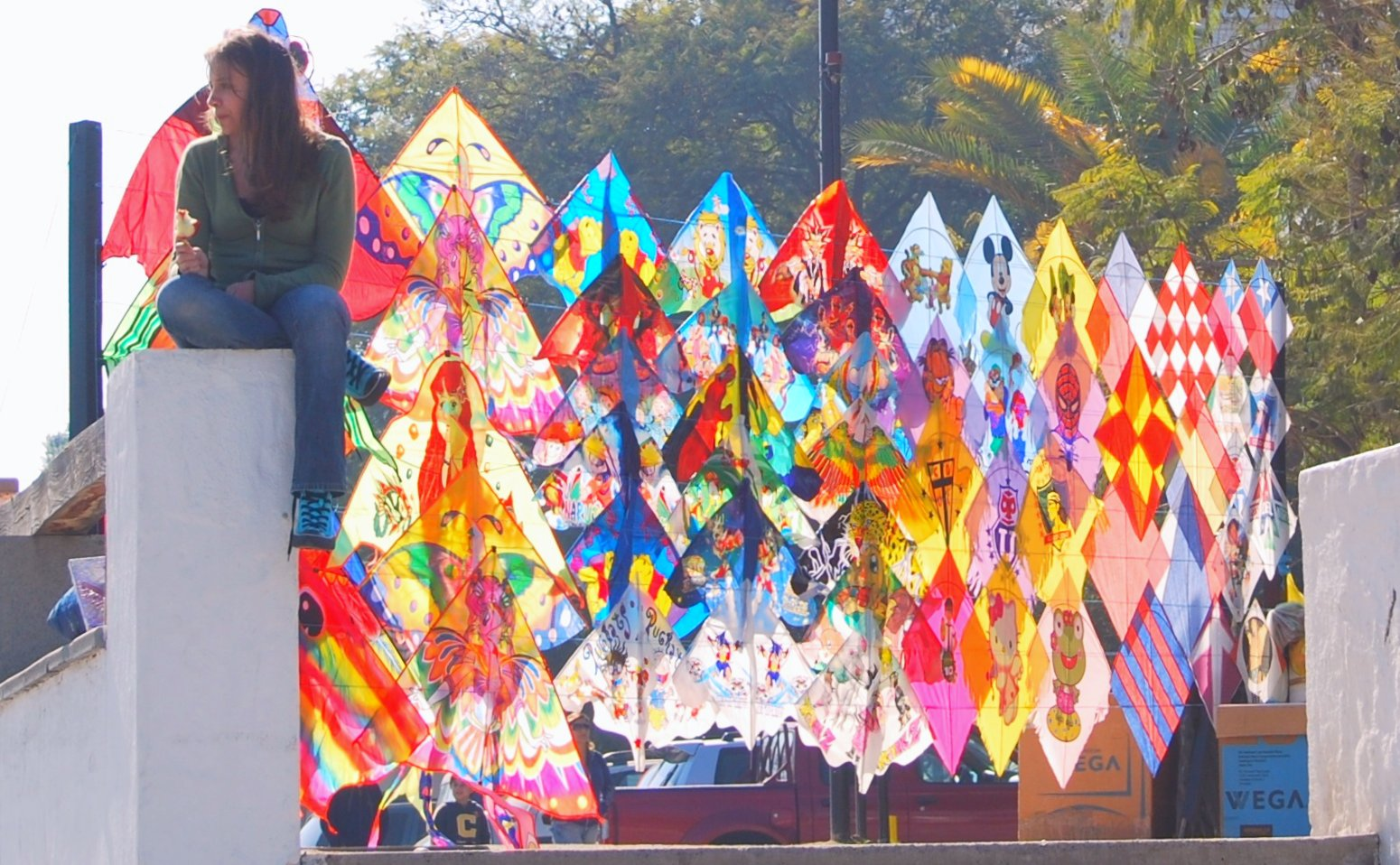
Kites à Los Dominicos

## Boutiques
Dans près des 200 boutiques peuvent être trouvés toutes sortes d'objets traditionnels et artisanaux (travail du cuir, objets en bois, sculptures, peintures, ustensiles en cuivre, bijoux, animaux, fleurs, herbes médicinales, plantes chiliennes). On peut également y trouver certaines plantes comme les bonsaïs et aussi quelques aliments traditionnels tels que les typiques empanadas chiliens, pastel de choclo et humitas.